# Diego Hoyos
Diego Josué Hoyos Carrillo (Santa Cruz de la Sierra, 29 de septiembre de 1992) es un futbolista boliviano. Juega como centrocampista en Nacional Potosí de la Primera División de Bolivia.

## Trayectoria
Se inició en Oriente Petrolero debutando profesionalmente el 21 de diciembre de 2011 ante San José.

## Selección nacional

### Selección absoluta
Diego Hoyos hizo su debut internacional para la selección de Bolivia el 16 de octubre de 2019, en un partido amistoso ingresando a los 71 minutos en reemplazo de Carlos Saucedo en la victoria 3-1 contra la selección de Haití.

## Estadísticas

### Clubes
| Club                              | Div.          | Temporada     | Liga  | Liga  | Internacional | Internacional | Total | Total |
| Club                              | Div.          | Temporada     | Part. | Goles | Part.         | Goles         | Part. | Goles |
| --------------------------------- | ------------- | ------------- | ----- | ----- | ------------- | ------------- | ----- | ----- |
| C. D. Oriente Petrolero · Bolivia | 1.ª           | 2011-12       | 1     | 0     | —             | —             | 1     | 0     |
| C. D. Oriente Petrolero · Bolivia | 1.ª           | 2015-16       | 5     | 0     | —             | —             | 5     | 0     |
| Total club                        | Total club    | Total club    | 6     | 0     | —             | —             | 6     | 0     |
| C. D. Guabirá · Bolivia           | 1.ª           | 2016-17       | 14    | 0     | —             | —             | 14    | 0     |
| C. D. Guabirá · Bolivia           | 1.ª           | 2018          | 36    | 4     | 2             | 1             | 38    | 5     |
| C. D. Guabirá · Bolivia           | 1.ª           | 2019          | 38    | 4     | 1             | 0             | 39    | 4     |
| C. D. Guabirá · Bolivia           | 1.ª           | 2020          | 19    | 1     | —             | —             | 19    | 1     |
| C. D. Guabirá · Bolivia           | 1.ª           | 2021          | 25    | 2     | 7             | 1             | 32    | 3     |
| C. D. Guabirá · Bolivia           | 1.ª           | 2022          | 27    | 0     | 2             | 0             | 29    | 0     |
| Total club                        | Total club    | Total club    | 159   | 11    | 12            | 2             | 171   | 13    |
| C. A. Nacional Potosí · Bolivia   | 1.ª           | 2023          | —     | —     | —             | —             | 0     | 0     |
| Total club                        | Total club    | Total club    | 0     | 0     | 0             | 0             | 0     | 0     |
| Total carrera                     | Total carrera | Total carrera | 165   | 11    | 12            | 2             | 177   | 13    |
| 1. 2.                             |               |               |       |       |               |               |       |       |